# Лапанув
Лапанув (пол. Łapanów) — село в Польщі, у гміні Лапанув Бохенського повіту Малопольського воєводства.
Населення — 1211 осіб (2011).
У 1975-1998 роках село належало до Тарновського воєводства.

## Демографія
Демографічна структура станом на 31 березня 2011 року:
|          | Загалом | Допрацездатний вік | Працездатний вік | Постпрацездатний вік |
| -------- | ------- | ------------------ | ---------------- | -------------------- |
| Чоловіки | 594     | 156                | 390              | 48                   |
| Жінки    | 617     | 135                | 389              | 93                   |
| Разом    | 1211    | 291                | 779              | 141                  |